# Translatio imperii
Translatio imperii ("transferência de poder", em latim) é um conceito criado na Europa medieval para descrever a história como um fenômeno linear: uma sucessão de transferências de poder de um governante supremo (imperador) para o seguinte.
Jacques Le Goff descreve o conceito de translatio imperii como típico da Idade Média por vários motivos: a ideia da linearidade do tempo e da história era comum à época; o conceito de translatio imperii ignorava os eventos simultâneos em outras partes do mundo (desimportantes para os europeus medievais); a ideia de translatio imperii não separava a história divina da história do poder temporal, consideradas como uma única "realidade". Ademais, os cronistas medievais costumavam descrever em detalhes a causalidade da sucessão de um reino para outro, o que é considerado uma abordagem tipicamente medieval.
Cada autor medieval descrevia a translatio imperii como uma sucessão que terminava com o poder supremo nas mãos do monarca que governava a região de origem do cronista. Por exemplo:
- Oto da Frisinga (que vivia no que é hoje a Alemanha): Roma → Bizâncio → Francos → Longobardos → Germanos (isto é, o Sacro Império Romano Germânico);
- Chrétien de Troyes[2] (que vivia na França medieval): Grécia → Roma → França
- Richard de Bury (Inglaterra, século XIV): "Atenas" (Grécia) → Roma → "Paris" (França) → Inglaterra

Os autores medievais e renascentistas costumavam "demonstrar" esta transferência de poder por meio da vinculação de uma Casa reinante a algum herói grego ou romano antigo, a exemplo do que fez Virgílio ao usar Eneias (um herói troiano) como fundador mítico da cidade de Roma, na Eneida. Na mesma tradição, no século XII, os autores anglo-normandos Geoffrey de Monmouth (na sua Historia Regum Britanniae) e Wace (no seu Brut) vincularam a fundação da Grã-Bretanha à chegada de Brutus de Troia, filho de Enéias. Na mesma forma, o autor renascentista francês Jean Lemaire de Belges (na sua Les Illustrations de Gaule et Singularités de Troie) vinculou a fundação da Gália céltica à chegada do troiano "Francus", filho de Heitor; e da Germânia céltica à chegada de "Bavo", primo de Príamo; com isso, estabeleceu uma genealogia ilustre para Pepino e Carlos Magno (e a lenda de "Francus" também formaria a base do poema épico La Franciade, de Ronsard).